# Patrologia Latina

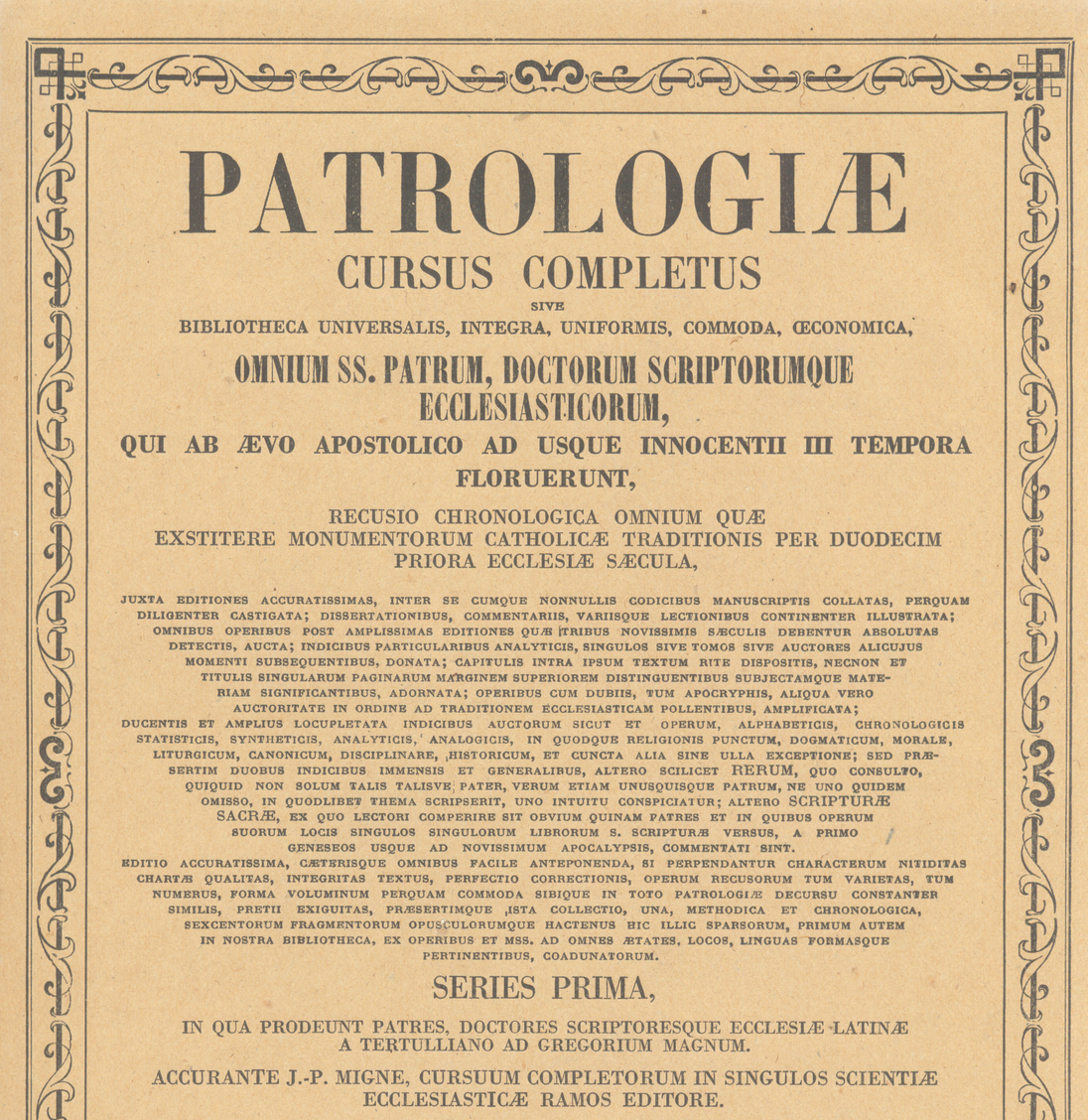
Patrologia Latina

Patrologia Latina, abgekürzt PL oder ML (für Migne Latinus), ist die Kurzbezeichnung der von Jacques-Paul Migne herausgegebenen Druckreihe zu den lateinischen Schriften der kirchlichen Schriftsteller von den Anfängen bis zur Zeit Innozenz’ III.

## Entstehung und Aufbau
Die Patrologia Latina, deren vollständiger lateinischer Titel eine ganze Druckseite im Quartformat füllt, verdankt sich der Absicht Mignes, das gesamte überlieferte lateinische Schrifttum der Kirche aus der Väterzeit und dem Mittelalter den Klerikern und interessierten Gläubigen seiner Zeit in einer günstigen Druckausgabe zugänglich zu machen. Das gewaltige Projekt musste sich dann allerdings auf die Zeit bis zum Beginn des 13. Jahrhunderts beschränken, weil die Einbeziehung des Spätmittelalters aufgrund der enormen literarischen Produktivität der Scholastik den Rahmen gesprengt hätte. Migne musste außerdem auf eine gründliche Sichtung und Vergleichung der bereits vorhandenen Drucke oder gar Handschriften im Wesentlichen verzichten, sondern konnte bei den meisten Werken lediglich einen ausgewählten Druck mehr oder weniger unberichtigt nachdrucken. Trotz ihrer vom Standpunkt philologischer Textkritik gravierenden Mängel bleibt die Patrologia Latina aber eine herausragende editorische und verlegerische Leistung, von der die Patristik und Mediävistik bis heute profitiert.
Die erste Ausgabe der Patrologia Latina wurde von 1844 bis 1855 in 217 Quartbänden gedruckt. Sie ordnet die gedruckten Werke in der Chronologie ihrer Entstehung und unterteilt sich in zwei Reihen: Die series prima (Bände 1–73, gedruckt 1844–1849) umfasst die ersten sechs Jahrhunderte von Tertullian bis zum Beginn der Zeit Gregors des Großen und schiebt in ihrem letzten Band die Vitae patrum nach der Ausgabe von Heribert Rosweyde ein. Die series secunda (Bände 74–217, gedruckt 1849–1855) beginnt mit den Werken Gregors und schließt in Band 217 mit Innozenz III. Vier Bände mit Indizes (Bände 218–221) wurden 1862–1865 hinzugefügt, die dem Benutzer große Geduld und Lernbereitschaft abfordern, aber ein unentbehrliches Hilfsmittel sind.
Migne druckte bis 1865 einen Teil der Reihe nach und verkaufte dann die Rechte an den Verlag Garnier, der den Nachdruck, unterbrochen durch einen Brand 1865, bei dem die Druckplatten Mignes zerstört wurden, bis 1880 fortsetzte. Da diese Nachdrucke und alle weiteren Nachdrucke Garniers in der Spaltenzählung teilweise abweichen und als qualitativ minderwertiger gelten, sollte nach Möglichkeit die Erstausgabe benutzt und zitiert werden.

## Elektronische Ausgabe
Eine elektronische Volltextausgabe, die Patrologia Latina Database (PLD) wurde durch den britischen Verlag Chadwyck-Healey seit 1993 in mehreren Auflagen auf CD-ROM und 1997 zusätzlich in einer kostenpflichtigen Online-Datenbank herausgegeben. Als Herausgeber firmiert ein Team von amerikanischen Wissenschaftlern unter der Leitung von Mark D. Jordan. Der elektronische Text beruht auf der Erstausgabe Mignes. Da wegen der geringen Druckqualität eine automatische Texterkennung nicht möglich war, ließ der Verlag zunächst durch zwei Teams von indischen Datentypisten ohne Lateinkenntnisse zwei voneinander unabhängige elektronische Abschriften erstellen, die anschließend miteinander und mit der Druckausgabe verglichen wurden. Der elektronische Text ist in SGML codiert und unter Einschluss der Indizes, Anmerkungen und Vorworte elektronisch durchsuchbar. Wegen ihres hohen Preises, der bei Erscheinen der CD-ROMs 25.750 £ betrug und auch für die Online-Subskription noch bei fast 10 Prozent des Kaufpreises lag, ist die PLD für Privatleute normalerweise unerschwinglich, sondern nur in finanziell gut ausgestatteten Bibliotheken oder Universitäten zu konsultieren.
Die Texte der Patrologia Latina wurden vom Centre de traitement électronique des documents (CETEDOC) der Université catholique de Louvain für die CETEDOC Library of Christian Latin Texts (CLCLT) digitalisiert und indexiert. Später wurde diese elektronische Edition in die Library of Latin Texts (LLT) überführt, die vom Centre «Traditio Litterarum Occidentalium» in Turnhout in Zusammenarbeit mit dem Verlag Brepols herausgegeben wird.

## Zitierweise
Die Patrologia Latina wird unter Verwendung einer der üblichen Abkürzungen mit Angabe der Band- und der Spaltenzahl zitiert. Der meist zweispaltige Seitenspiegel ist oft durch Gliederungsbuchstaben im Zwischenraum zwischen den Spalten in vier gleich große horizontale Abschnitte A, B, C und D unterteilt, die bei der Zitierung kürzerer Textpassagen zur leichteren Auffindung der zitierten Textstelle an die Spaltenzahl angefügt werden können. Beispiele:
PL 70, 43–47
PL t. LXX, c. 43–47 (mit Abkürzungen für tomus = Band und columna = Spalte)
PL 70, 46B (für Band 70, Spalte 46, Spaltenabschnitt B)

## Hilfsmittel für die Benutzung
- Ad utramque J. P. Migne Patrologiam Supplementum sive Auctarium Solesmense. Series liturgica. E typographes Sancte Petri de Solesmis, Solesmes 1900.
- Jacques-Paul Migne (Hrsg.): Patrologiae cursus completus, Series latina. Paris 1912 ff.
- Palémon Glorieux: Pour revaloriser Migne: tables rectificatives. Facultés catholiques, Lille 1952 (= Mélanges de science religieuse. Cahier supplémentaire 9).
- Adalbert-Gautier Hamman (Hrsg.): Patrologiae Latinae Supplementum. 5 Bände. Garnier Frères, Paris 1958–1954.